# Alstroemeria burchellii
Alstroemeria burchellii es una especie fanerógama, herbácea, perenne y rizomatosa perteneciente a la familia de las alstroemeriáceas. Es una planta endémica de Brasil, especialmente descrito en el Goiás. Es un geófito tuberoso y crece principalmente en el bioma tropical seco por estaciones.